# هيرمان ليفيج
هيرمان ليفيج (بالهولندية: Heinz Levy)‏ (29 أبريل 1904 – 12 ديسمبر 1983) هو ملاكم هولندي راحل، مثّل بلاده في الألعاب الأولمبية الصيفية 1924.

## روابط خارجية
هيرمان ليفيج على موقع أوليمبيديا (الإنجليزية)